# Claude Gregory
Claude Andre Gregory (Washington, 26 dicembre 1958) è un ex cestista statunitense, professionista nella NBA, in Spagna, Francia e Italia.

## Carriera
Venne selezionato dai Washington Bullets al secondo giro del Draft NBA 1981 (41ª scelta assoluta).

## Palmarès
- 2 volte All-CBA First Team (1987, 1988)
- All-CBA Second Team (1986)